# Enrico Terrinoni
Enrico Terrinoni (Gorizia, 15 settembre 1976) è un saggista e traduttore italiano.

## Biografia
Enrico Terrinoni è professore ordinario di letteratura inglese all'Università per Stranieri di Perugia e Professore distaccato (triennio 2022-2025) presso L'Accademia Nazionale dei Lincei - Centro Interdisciplinare B Segre. Laureato con lode in lingue e letterature straniere all'Università di Roma Tre nel 2000, ha ottenuto nel 2004 il dottorato di ricerca (PhD) in Irlanda presso lo University College Dublin. 
Government of Ireland Research Fellow tra il 2001 e il 2003, è stato Mendel Fellow ad Indiana University, Bloomington, visiting research fellow alla Marsh's Library, Dublino, Keough-Naughton Visiting Fellow alla University of Notre Dame e Visiting Professor alla National Taiwan Normal University. 
Si occupa di letterature di lingua inglese, e di teoria e pratica della traduzione, con numerosi lavori relativi a James Joyce e all'Ulisse. Collabora con Il manifesto e Left; suoi contributi sono usciti anche sul Corriere della Sera, Il Sole 24 ore, La Stampa, Il Messaggero e Irish Times. 
Per la collana Oscar Mondadori ha tradotto insieme a Fabio Pedone gli ultimi due libri del Finnegans Wake: il primo volume annotato, edito nel 2017, contiene i capp. 1 e 2 del libro III, mentre il secondo e ultimo volume è uscito nel 2019 per l'ottantesimo anniversario della pubblicazione dell'opera. 

## Opere

### Monografie
- Del parlare oscuro. Temi e tecniche occulte nell'Ulisse di James Joyce, Edizioni il Foglio, Piombino, 2004.
- News e fiction. Indagine sui linguaggi giornalistici dell'inglese, Edizioni ETS, Pisa, 2005.
- Occult Joyce. The Hidden in Ulysses, Cambridge Scholars Publishing, Cambridge, 2007.
- Discourse Analysis. Un approccio critico, Edizioni Kappa, Roma, 2008.
- F. Ruggieri, J. McCourt, E. Terrinoni, Joyce in Progress, With an Afterword by Umberto Eco, Cambridge Scholars Publishings, Newcastle, 2009
- Attraverso uno specchio scuro. Irlanda e Inghilterra nell'Ulisse di James Joyce, Mantova, Universitas Studiorum, 2014, ISBN 978-88-976-8338-4.
- James Joyce e la fine del romanzo, Roma, Carocci, 2015.
- Irlanda. Un romanzo incompiuto, Perugia, Aguaplano, 2018.
- Oltre abita il silenzio. Tradurre la letteratura, Milano, Il saggiatore, 2019.
- Chi ha paura dei classici?, Napoli, Cronopio, 2020.
- Fantasmi e ombre. Roma, James Joyce e Giordano Bruno, con Vittorio Giacopini, Luca Sossella editore, Bologna, 2021.
- Su tutti i vivi e i morti. Joyce a Roma, Feltrinelli, Milano, 2022.
- La vita dell'altro. Svevo, Joyce: un'amicizia geniale, Milano, Bompiani, 2023.
- La letteratura come materia oscura, Treccani, Roma, 2024.

### Traduzioni
- Muriel Spark, Invidia, Milano, Adelphi, 2003.
- John Burnside, Glister, Roma, Fazi, 2008.
- Miguel Syjuco, Ilustrado, traduzione di E. Terrinoni e S. Pellegrini, introduzione di Joseph O'Connor, Roma, Fazi, 2010.
- Brendan Behan, Confessioni di un ribelle irlandese, Vicenza, Neri Pozza, 2010.
- BS Brian Stanley Johnson, In balìa di una sorte avversa, introduzione di Jonathan Coe, Milano, BUR, 2011.
- James Joyce, Ulisse, Roma, Newton Compton, 2012, ISBN 978-88-541-3595-6. Premio Napoli 2012
- Francis Bacon, Brevi note per una conversazione civile, Milano, Henry Beyle, 2014.
- Michael D. Higgins, Il tradimento e altre poesie, a cura di E. Terrinoni, Postfazione di Giulio Giorello, Del Vecchio editore, Bracciano, 2014
- Nathaniel Hawthorne, La Lettera scarlatta, a cura di E. Terrinoni, Milano, Feltrinelli, 2014.
- James Stephens, Insurrezione a Dublino, Mentalia, 2016.
- James Joyce, Lettere e Saggi, Collana La Cultura, Milano, Il Saggiatore, 2016.
- Alasdair Gray, Lanark. Una vita in quattro volumi, Pordenone, Safarà Editore, 2015-2017.
- Michael D. Higgins, Donne e uomini d'Irlanda. Discorsi sulla rivoluzione, Perugia, Aguaplano, 2018.
- James Joyce, Finnegans Wake. Libro terzo, capitoli 1 e 2, traduzione di E. Terrinoni e Fabio Pedone, Milano, Mondadori, 2017. (Premio Annibal Caro)
- Alasdair Gray, Con un piede nella fossa, Safarà, 2018
- James Joyce, Finnegans Wake, Libro terzo, capitoli 3 e 4, Libro 4, traduzione di E. Terrinoni e Fabio Pedone, Milano, Mondadori, 2019
- Edgar Lee Masters, Antologia di Spoon River, Milano, Feltrinelli, 2018.
- Oscar Wilde, Il principe felice e altre storie, Milano, Feltrinelli, 2018.
- Alasdair Gray, 1982 Janine, Safarà, 2019.
- Oscar Wilde, Vera o i Nichilisti, Milano, Feltrinelli, 2020.
- Bobby Sands, Scritti dal carcere. Poesie e prose, traduzione con R. Michelucci, Paginauno, 2020.
- George Orwell, 1984 e La fattoria degli animali, in I capolavori, a cura di E. Terrinoni, Roma, Newton Compton, 2021.
- Oscar Wilde, Il ritratto di Dorian Gray, Milano, Mondadori, 2021.
- James Joyce, Ulisse, trad. interamente riveduta a cura di E. Terrinoni, Collezione Classici della Letteratura Europea, Milano-Firenze, Bompiani, 2021.
- James Joyce, Gente di Dublino, trad. e cura di Fabio Pedone ed E. Terrinoni, Collana La Cultura, Milano, Il Saggiatore, 2024, ISBN 978-88-428-3386-4.

### Romanzi
- A Beautiful Nothing, Edizioni di Atlantide, Roma, 2024 ISBN 9791280028457

## Riconoscimenti
- Per la traduzione dell’Ulisse ha vinto il Premio Napoli 2012.[1]
- Per la traduzione dell’Antologia di Spoon River ha vinto il Premio Gregor von Rezzori 2019.
- Nel 2021 ha pubblicato la prima edizione bilingue al mondo annotata dell’Ulisse, per cui ha ottenuto il “Premio Internazionale Capalbio”.[2]
- Nel 2022 per il libro Su tutti i vivi e i morti è stato insignito del premio della giuria del Premio Viareggio,[3] del premio speciale della giuria del Premio De Sanctis,[4] una menzione della giuria al Premio Comisso[5] e il Premio Biennale di Anglistica "Sergio Perosa" della Fondazione Cassamarca.[6]
- Nel 2023 il libro La vita dell'altro. Svevo, Joyce, un'amicizia geniale ha vinto il “Premio Fiuggi Storia”.[7]
- Nel 2025 ha vinto il “Presidential Distinguished Service Award”,[8] onorificenza conferita dal Presidente d’Irlanda Michael D. Higgins, e il "Premio letterario internazionale Città di Cattolica” - premio della critica per il libro La letteratura come materia oscura.[9]